# Dig Out Your Soul
Dig Out Your Soul – siódmy album studyjny zespołu Oasis wydany 6 października 2008. Pierwszy album zespołu dostępny w pełni w internecie na stronach serwisu Myspace. Nagrania odbywały się w legendarnych Abbey Road Studios w Londynie. Za brzmienie płyty odpowiada Dave Sardy, który wspomagał zespół przy ostatnim regularnym krążku "Don’t Believe the Truth" z maja 2005 roku.
Pierwszym singel z płyty jest utwór The Shock of the Lightning, wydany 29 września 2008.

## Lista utworów
| #   | Tytuł                          | Autor          | Czas |
| --- | ------------------------------ | -------------- | ---- |
| 1.  | Bag It Up                      | Noel Gallagher | 4:39 |
| 2.  | The Turning                    | Noel Gallagher | 5:05 |
| 3.  | Waiting For The Rapture        | Noel Gallagher | 3:03 |
| 4.  | The Shock Of The Lightning     | Noel Gallagher | 5:02 |
| 5.  | I’m Outta Time                 | Liam Gallagher | 4:10 |
| 6.  | (Get Off Your) High Horse Lady | Noel Gallagher | 4:07 |
| 7.  | Falling Down                   | Noel Gallagher | 4:20 |
| 8.  | To Be Where There’s Life       | Gem Archer     | 4:35 |
| 9.  | Ain’t Got Nothin'              | Liam Gallagher | 2:15 |
| 10. | The Nature Of Reality          | Andy Bell      | 3:48 |
| 11. | Soldier On                     | Liam Gallagher | 4:49 |